# 少年警訊
少年警訊（簡稱：少訊，縮寫：JPC），是香港一個以會員制度形式運作的非營利組織，為香港警務處公共關係部屬下的組織，於1974年由警察公共關係科總警司凌基理（Andrew Rennie，1928年－1996年12月30日）創辦，配合警察公共關係科，協助維持香港治安。不少有志投身加入警界的香港人於少年時代曾参加過少年警訊。

## 歷史
少年警訊於1974年7月成立，形式是一個五分鐘的電視節目，逢星期日在當時香港的商營中文電視台播映，由香港電台及警察公共關係科聯合製作。少年警訊原本的宗旨，是藉着青少年響應警方在節目呼籲市民提供協助，鼓勵青少年積極參與撲滅罪行，從而加深青少年與警方之間的互相了解。為使青少年對這個節目產生認同和親切感，警方透過宣傳邀請青少年申請成為會員。

### 宗旨
1. 鼓勵和加強香港警方與青少年之間的溝通和認識。
2. 促進青少年與警方合力撲滅罪行。
3. 發展青少年對社會的責任感及灌輸正確的價值觀。
4. 提供多元化的活動及訓練，培育領導才能，裝備他們成為未來領袖。

### 抱負
「我們矢志成為香港最優秀的青少年組織之一，投入力量協助維持香港成為世界上最安全最穩定的城市之一。」

### 目標
「我們鼓勵少訊會員與社會及其他組織並肩攜手撲滅罪行。培訓少訊會員具備條件成為社會未來領袖。引導少訊會員互相激勵打擊青少年罪案。」

### 少年警訊里程碑
- 1974年7月「少年警訊 」正式成立，以一個五分鐘的電視節目 ( 第一任主持 - 林嘉華 )
- 1975年「少年警訊學校支會 」正式成立, 舉辦第一屆「協助警方撲滅青少年罪行比賽」
- 1977年舉辦第一屆「少年警訊獎勵計劃 」
- 1978年8月少年警訊月刊創刊
- 1984年使用現時少年警訊徽號
- 1991年「少年警訊」電視節目與「警訊」合併
- 1996年「少年警訊大本營」電台節目 (Gimme 5 JPC 前身 ) 於 RTHKRadio 2 播出
- 2004年8月 少年警訊三十周年慶祝活動「打破健力士世界紀錄創舉 - 滅罪汽球爆破 」
- 2005年第一屆中央諮詢委員會及其屬下三個委員會成立
- 2005年委任第一屆「少年警訊深資領袖」
- 2009年第一屆「少年警訊深資領袖委員會」成立
- 2009年獲大學聯合招生辦事處認可申報的個人成就項目：少年警訊傑出深資領袖、少訊支會主席、深資領袖或少訊活動得獎者的表現
- 2011年推出「少年警訊領袖團先導計劃」
- 2013年，會員人數超過 210,000 名
- 2016年，「少訊領袖團」達至二十九隊

## 少年警訊設施

### 少年警訊會所
少年警訊在20個警區內設有會所，會所內有各項康樂設施供少年警訊會員享用，各區會所亦會不定時舉辦義工活動。

### 少年警訊萬宜活動及訓練中心
中心前身是萬宜水庫警崗，1973年興建，並於七十年代後期成為管理及支援萬宜越南難民中心的行動基地，現在成為少訊戶外活動及訓練中心，座落西貢東郊野公園，萬宜半島一隅，鄰近萬宜水庫，毗鄰有一個水上活動中心，佔地面積約2,740方米，備有露營設施、燒烤場地、多用途活動室等。少訊可利用該處設施進行領導才能及管理技巧訓練，以及香港青年獎勵計劃外展活動的行山和銅章訓練等。

### 八鄉少年警訊中心
中心前身為1968年啟用的消防訓練學校，於2016年關閉後改建為少年警訊中心。
受2019冠狀病毒病香港疫情影響，該中心曾於2020年內關閉，並改建為隔離營，及後因疫情緩和而交還。

## 組織發展

### 背景
少年警訊是一個（非牟利）註冊團體，總部設於警察公共關係科，而支部分布於全港20個警區內。
警察公共關係科轄下的少年警訊及青少年聯絡組負責全港的少年警訊活動，以及制定有關工作和政策。除日常行政工作外，該組主要負責下列職務：
- 製作少訊電台節目；
- 製作少訊月刊；
- 籌辦全港性的大型少訊活動；
- 領導才能及管理技巧訓練；
- 監察支部活動；及
- 與少訊支部、其他政府部門和青少年團體保持聯繫

各警區的警民關係組負責該區少訊支部的所有事宜，包括：
- 招募會員；
- 設立少訊諮詢會及學校支會；
- 警務知識及個人發展訓練；
- 管理區支援組及統籌該區義務工作事宜；
- 統籌該區的少訊活動；及
- 與其他政府部門、學校和社區團體保持聯繫。

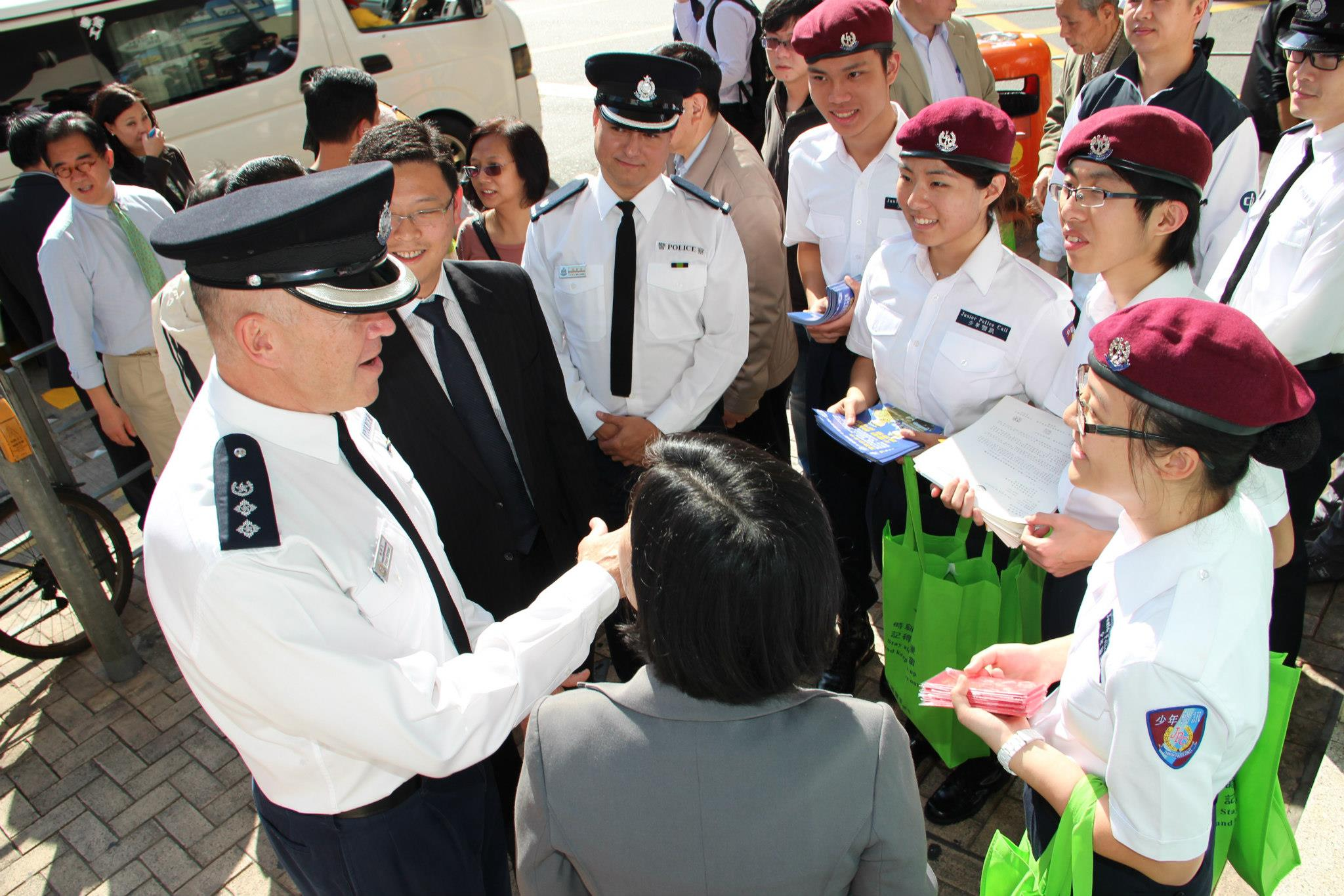
警務處區指揮官與少年警訊深資領袖
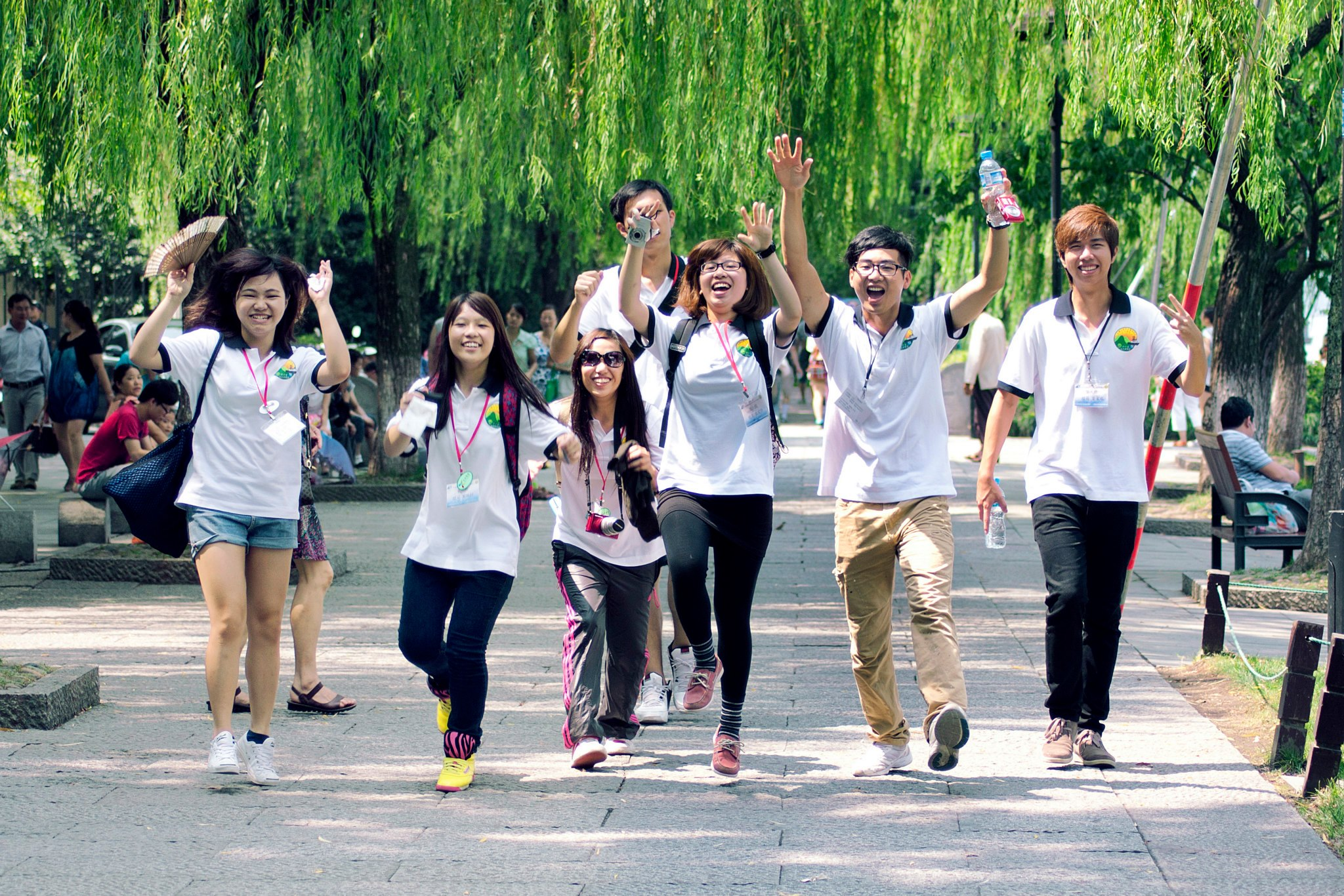
國內交流團
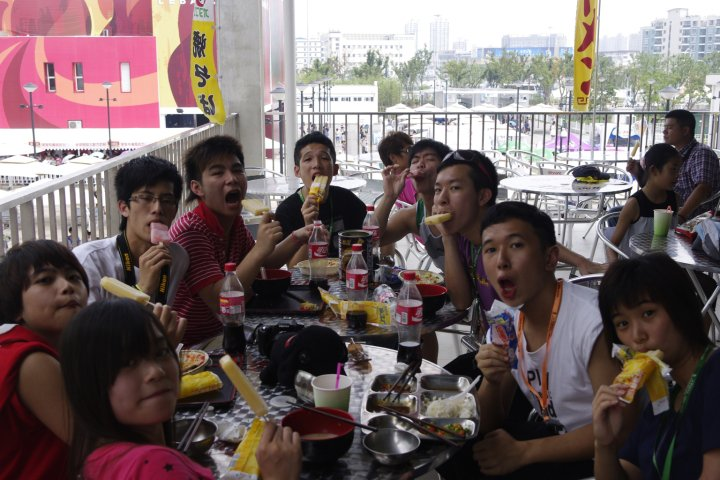
少年警訊交流團
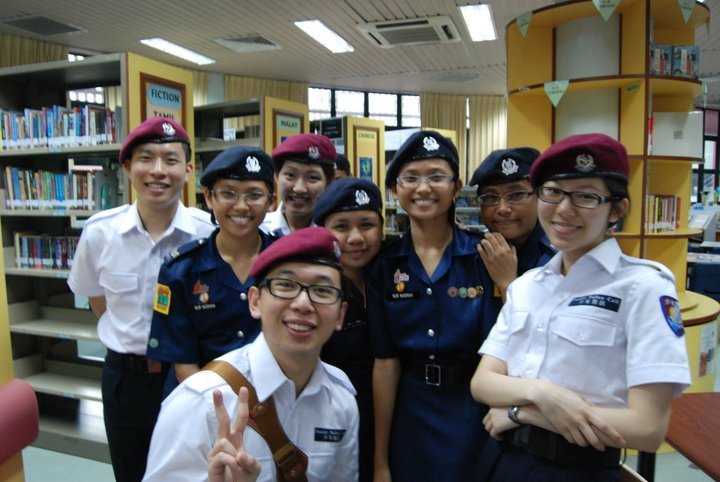
少年警訊交流團
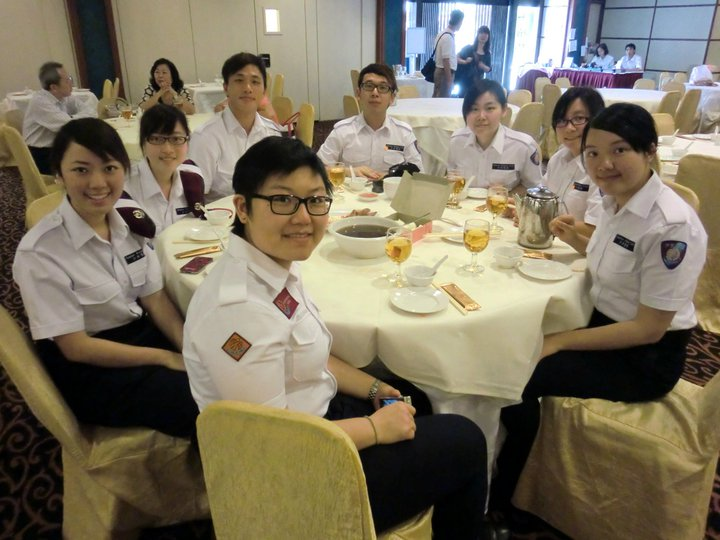
少年警訊交流團
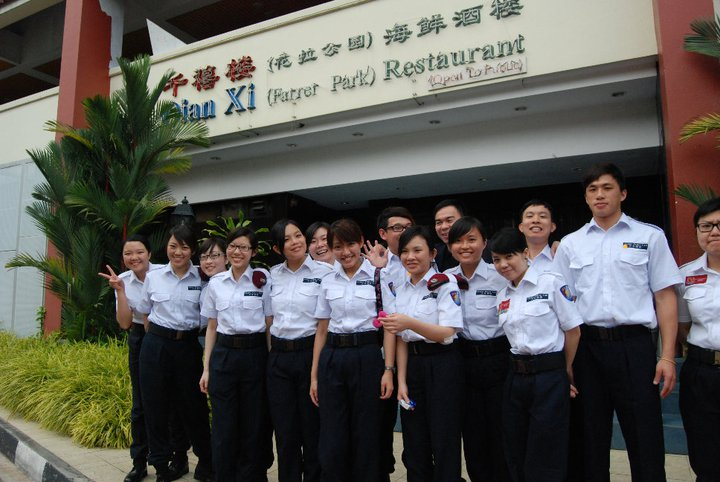
少年警訊交流團
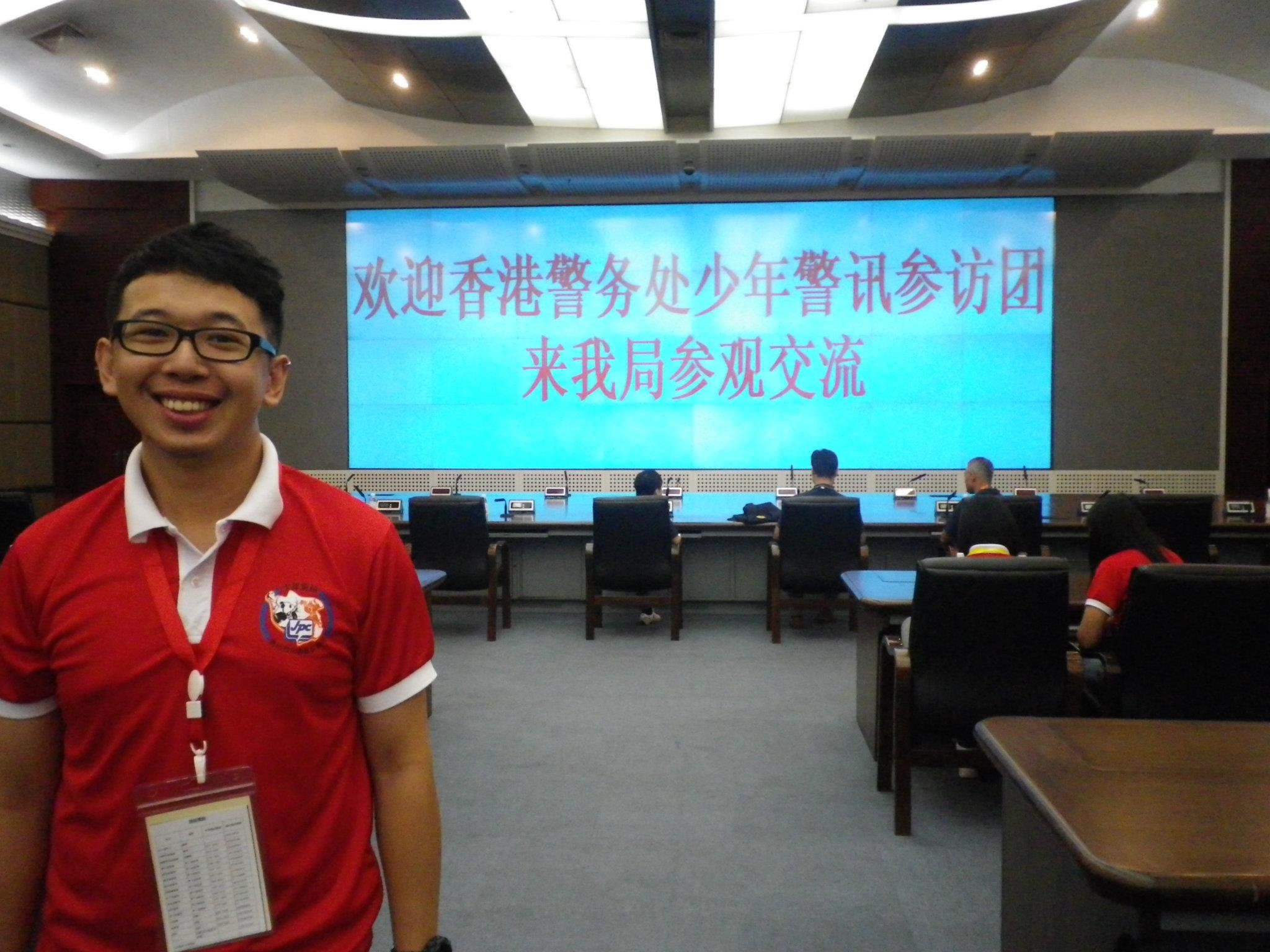
少年警訊交流團
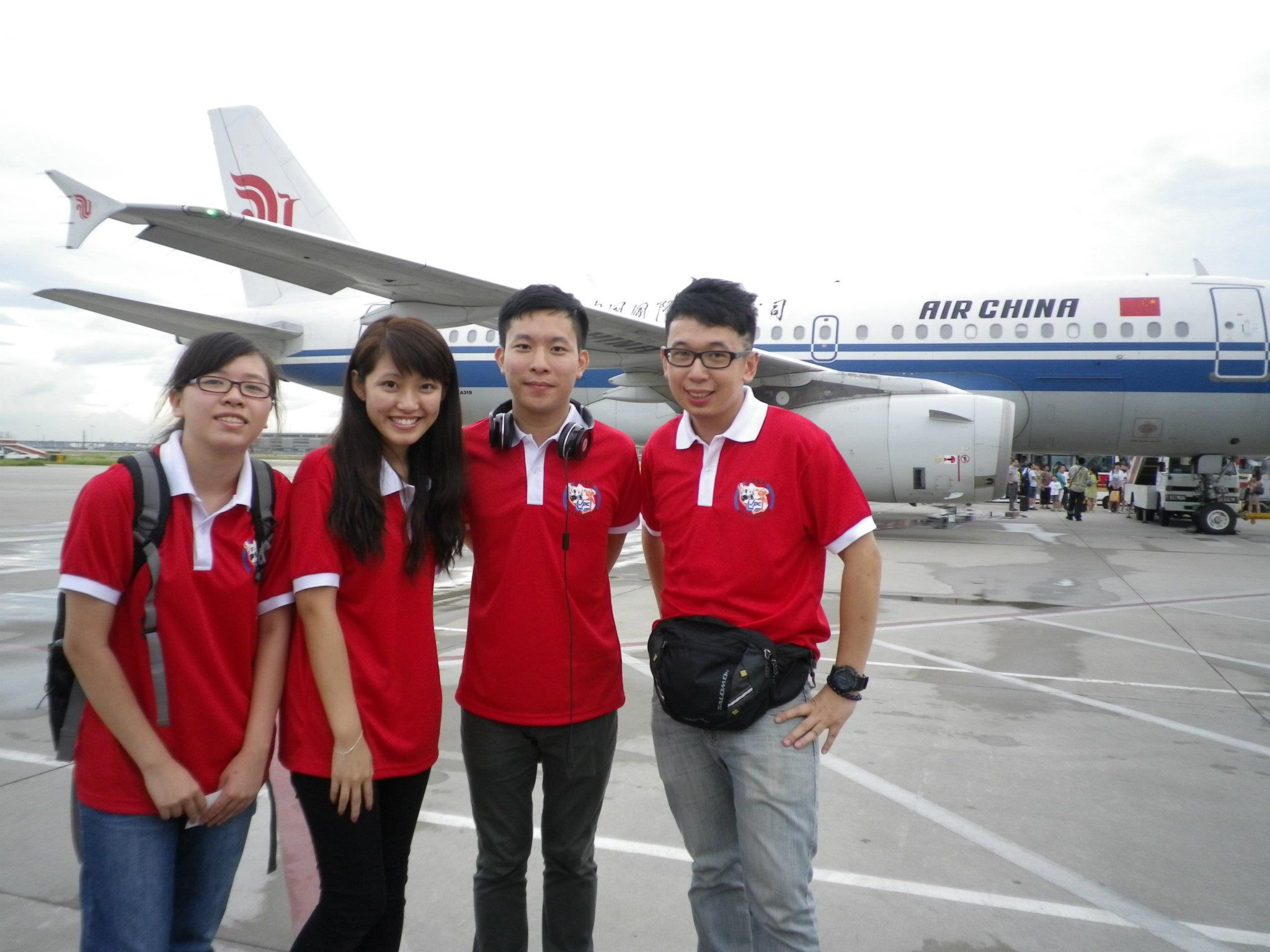
少年警訊交流團
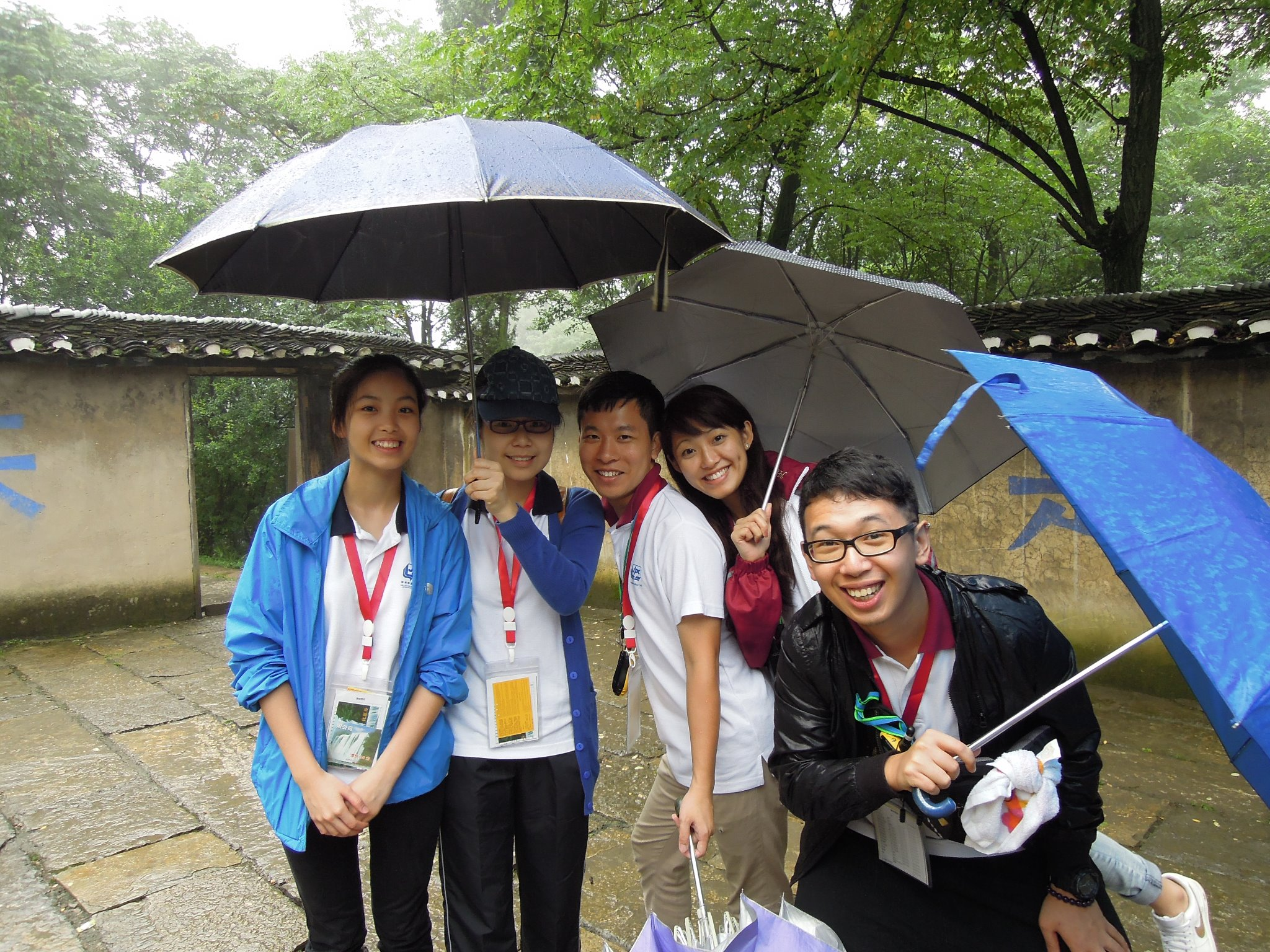
少年警訊交流團
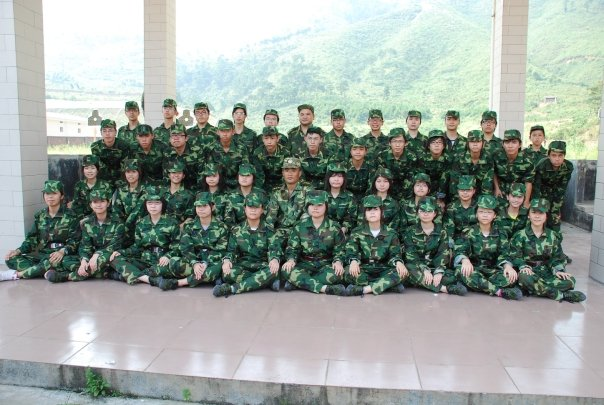
少年警訊交流團
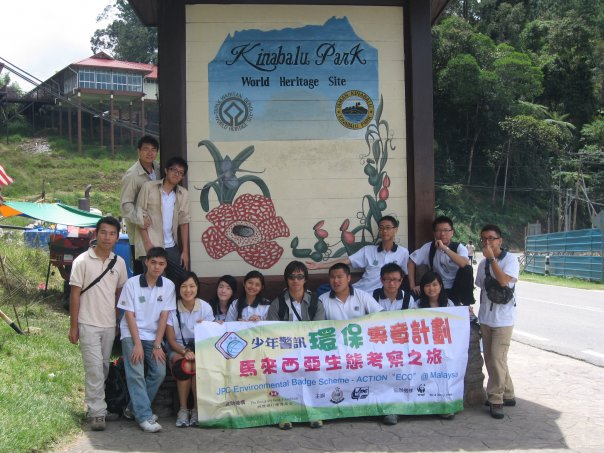
少年警訊交流團

### 會員制度
少年警訊會員分為以下各級別：
會員：
- 6–25歲
- 對香港警務有興趣

領袖：
- 16–25歲
- 已經成為少年警訊會員最少1年
- 完成四個主要訓練及取得合格

深資領袖：
- 16–25歲
- 完成4個主要訓練及取得合格
- 承諾服務少年警訊總部及區少年警訊
- 由警民關係組主任推薦

導師：
- 需經由所屬警區警民關係組主任推薦
- 持有傑出獎章的深資領袖，經由秘書處核准
- 身為參事會員/ 支援組幹事
- 現職或退休警務人員

除此以外，少年警訊還設有以下會員組別給有志參與少訊，但已超過少訊會員年齡的人士參加：
參事會員：
- 25歲或以上
- 為前少年警訊會員／領袖／深資領袖
- 願意繼續服務少年警訊
- 由警民關係組主任推薦

少訊智庫
- 曾積極服務少年警訊／少年警訊得獎者或代表；
- 擁有熱誠回饋和拓展少年警訊。

支援組幹事：
- 25歲或以上
- 具備合適的專業資格或相關的經驗（例如：警務人員、教師、社工）
- 願意服務少年警訊
- 由警民關係組主任推薦

少訊深資領袖：219人（截至 2011-12-31）
少訊領袖：4,740人（截至 2011-12-31）
少訊會員：200,559人（截至 2012-12-31）

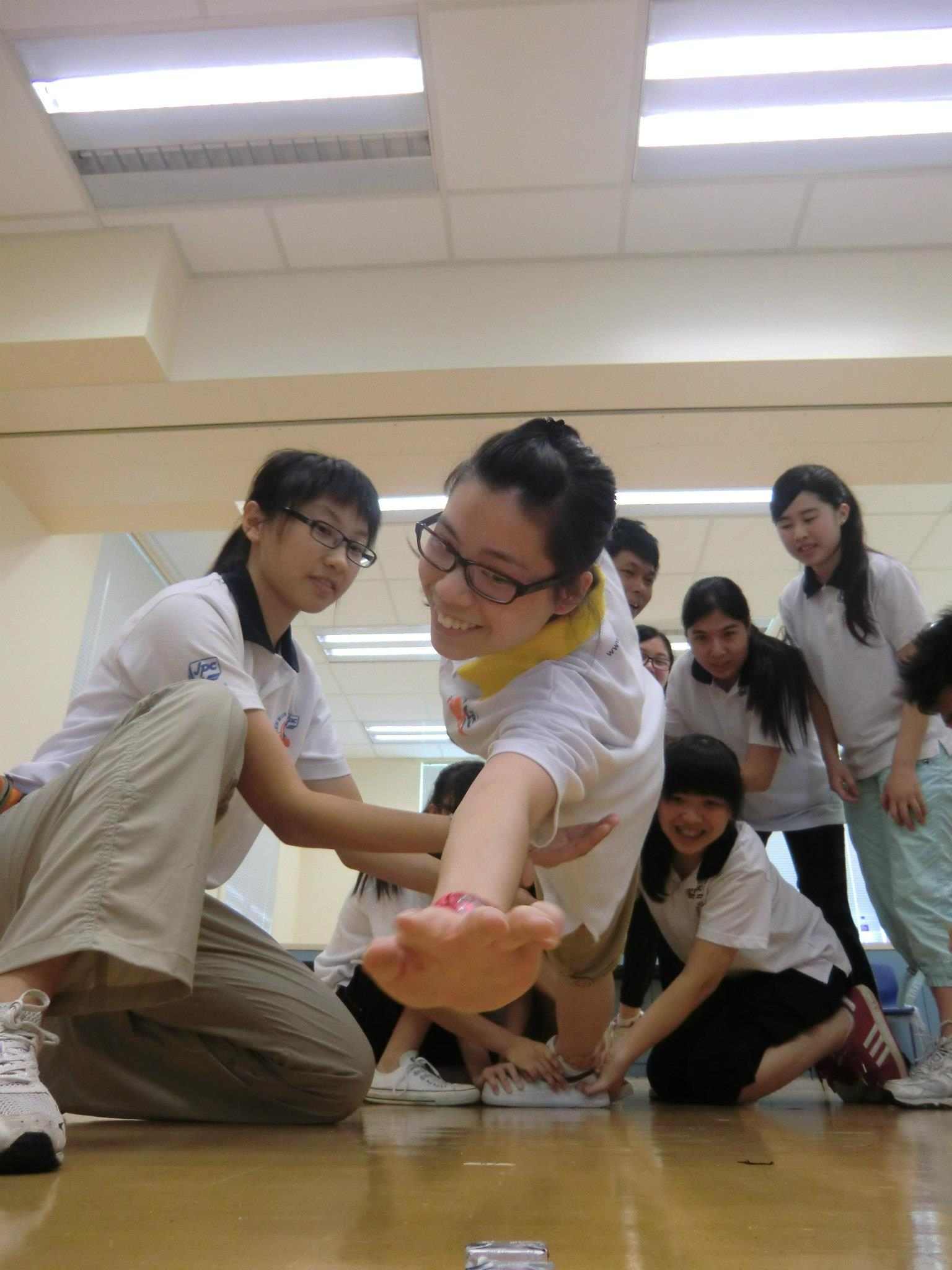
會員歷奇訓練
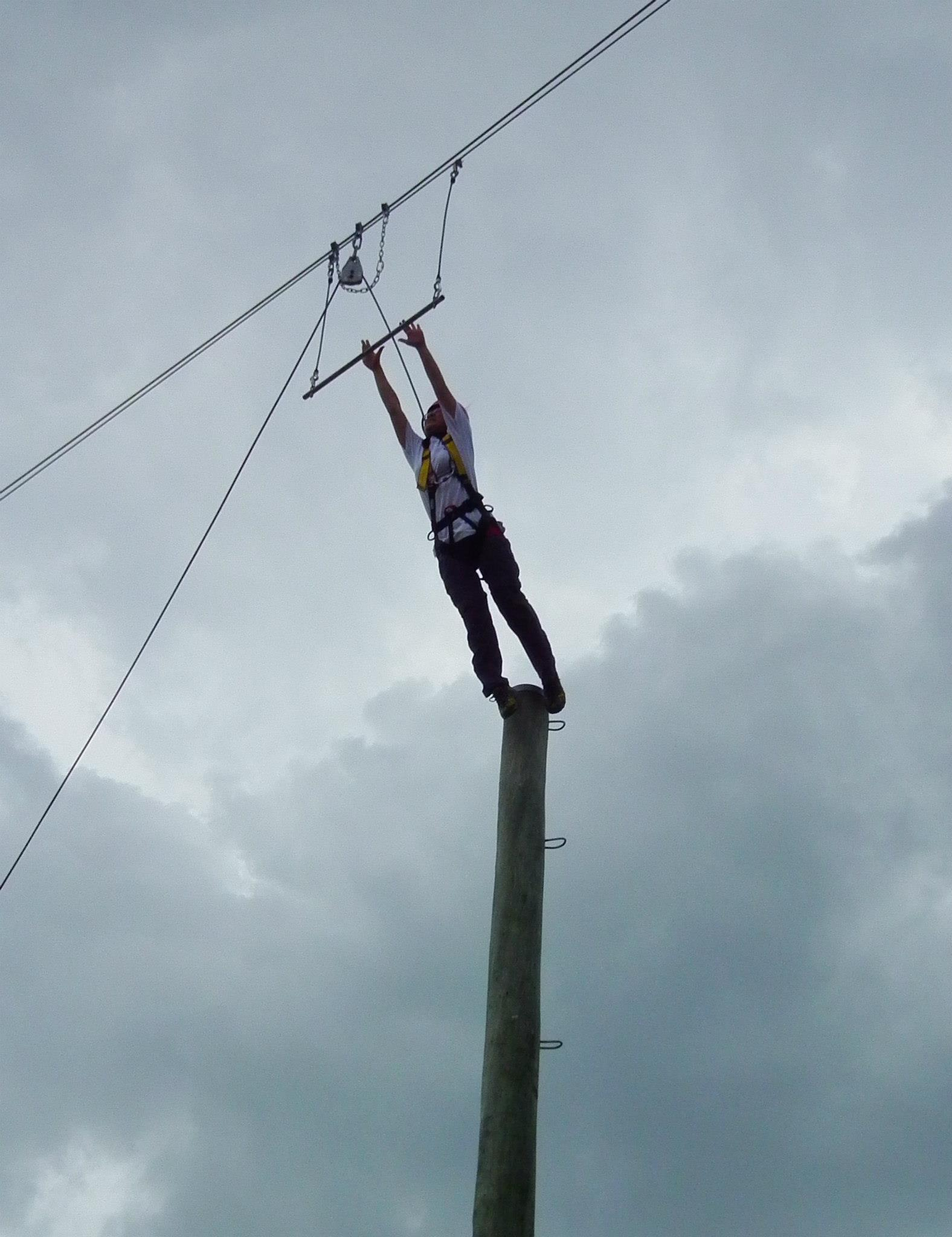
領袖歷奇訓練
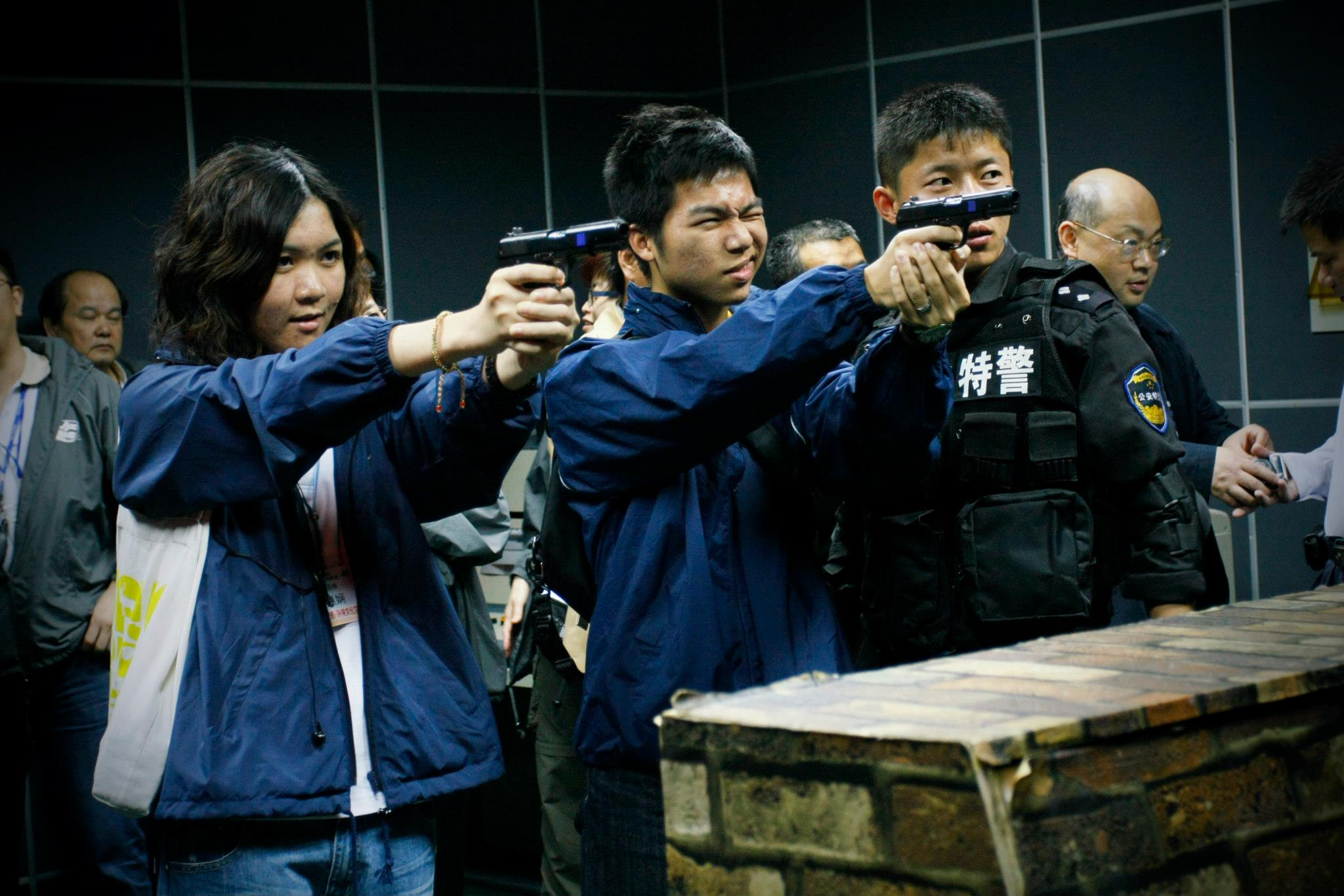
少訊實彈訓練

## 內部組織

### 總部
中央諮詢委員會
少年警訊計劃於2006年開始，委任第一屆中央諮詢委員，成員包括警務人員、學者、專業人士、少訊名譽會長、地區社會賢達、以及政府和非政府機構代表。委員會為整個少訊計劃長遠發展策略方針提供建議，並監管少訊計劃在宣傳、活動和財務上的運作。轄下有三個屬會（中央活動策劃委員會、中央財務委員會及中央宣傳委員會）匯集各界意見，為少訊計劃制定未來發展策略，以達致「培育香港社會未來領袖」的宗旨。
少年警訊深資領袖委員會
委員全部為深資領袖，每個警區每年只能推薦不多於四名深資領袖代表該區出任委員。深資領袖委員會主要為協助少訊總部籌辦及推行多項本地、國內及海外的活動，亦舉辦多項專業訓練及聯誼活動給深資領袖。
此外，委員多數於少年警訊國內外交流團中擔任小組組長，負責前期統籌工作，並在旅程中帶領組員參與各項小組活動，發揮團隊精神，以及照顧較年幼的會員，協助他們解決困難，實踐學到的理論。
每年主要舉辦活動：
- 滅罪夏令營晚會
- 少訊區際龍舟慈善賽

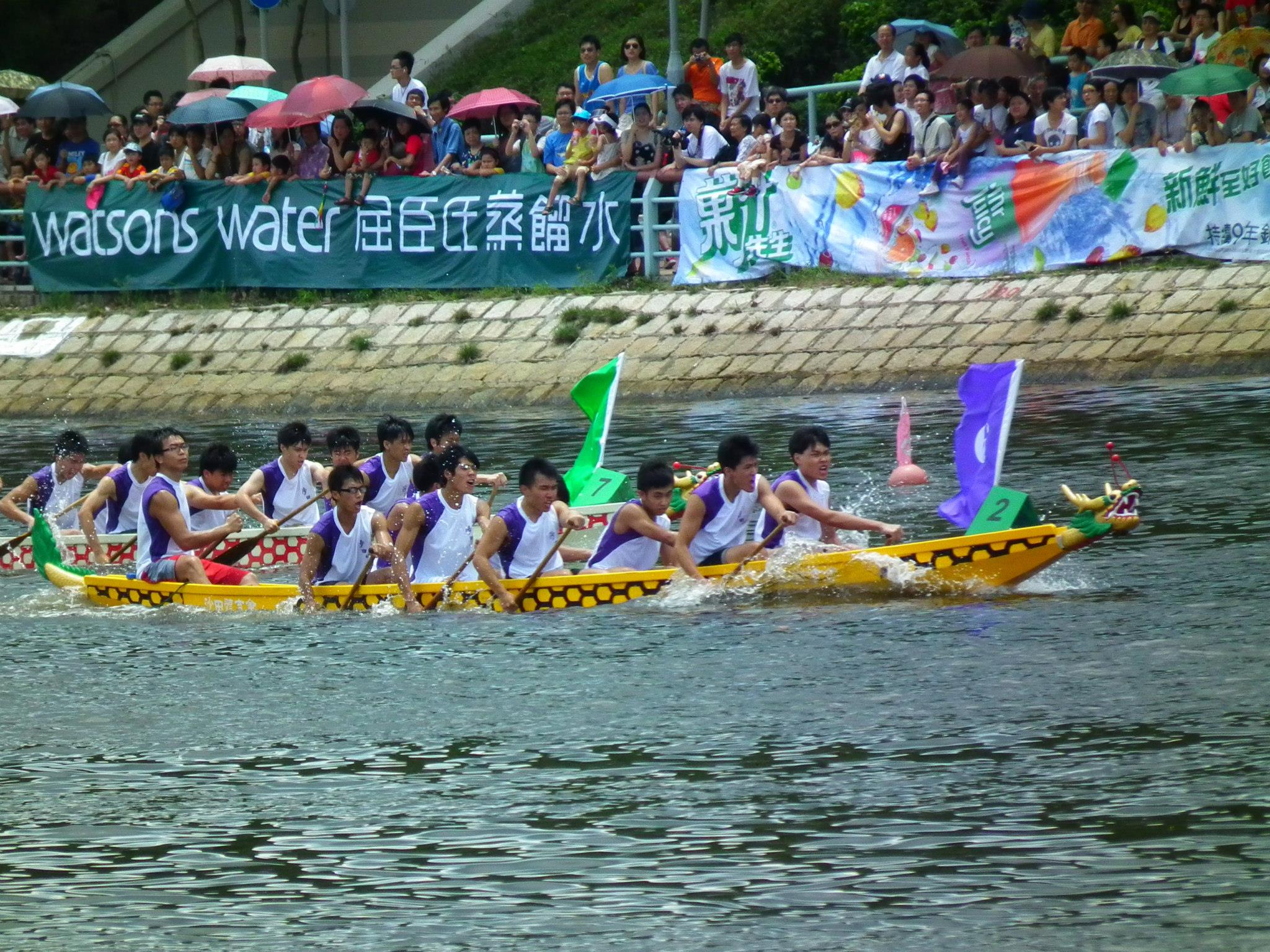
少訊區際龍舟慈善賽

JPC Fellows 少訊智庫
吸納曾經積極參與並有志回饋少年警訊的資深成員重返這個大家庭，一起協助拓展少訊，並繼續服務社會。

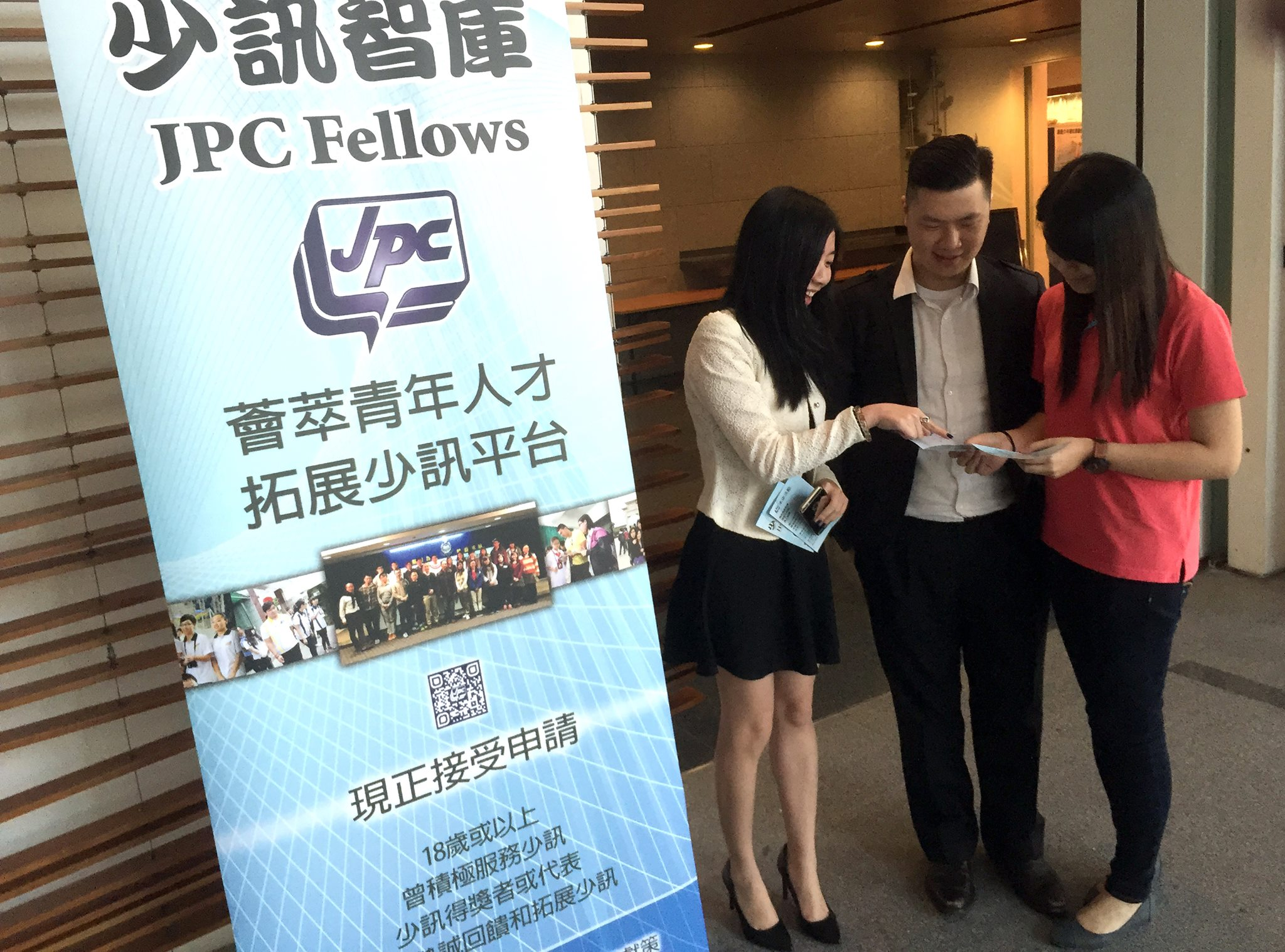
少訊智庫

### 各區域
名譽會長會
以區份劃分，每一區少年警訊均有該區名譽會長會。
為了加強警方與青少年之間的溝通及認識，鼓勵青少年與警方共同撲滅罪行，少年警訊於1974年成立。後來，社會上一些知名人士，本著「今日的青少年，就是明日的社會棟樑」的理念，捐出一筆經費去組織該區「少年警訊活動委員會」。他們希望藉著這個委員會，可以培育新一代有潛質及上進心的青少年，積極參與少年警訊活動及滅罪宣傳工作，以獲得寶貴的社會經驗及訓練他們的領導才能。
2006年起，全港少年警訊會為配合中央改組，全面改名為「少年警訊名譽會長會」。
區諮詢委員會
區諮詢會成立目的是配合少年警訊計劃，並鼓勵少年警訊會員參與統籌、策劃及領導少年警訊活動。所有少年警訊均有資格被委任為區諮詢會委員；而委任形式，通常會以警民關係組推薦及須通過面試。另外，每區之當然委員為該區少年警訊聯絡主任（警長）及少年警訊聯絡員（警員）。
區諮詢會之主席為該警區時任警民關係主任（總督察），而因應各會員之能力及投入程度，委員內部會選出兩位副主席以協助主席主持會議及辦理會務。
現時20個警區都成立了警區少年警訊諮詢委員會。
學校支會
俗稱校支會，計劃得到教育署的支持，自1975年，少訊銳意在中小學發展學校支會，在1979年11月推展至全港各區，協助推廣少年警訊計劃。 現時，全港約64%的中小學已成立學校支會。

### 少年警訊領袖團
少訊領袖團的運作主要以學校為本，借鑑現時青少年制服團體的活動模式，透過定期集會、整齊制服和紀律訓練，加強團員的歸屬感和建立團隊形象。領袖團亦提供更持久及穩定的平台，讓25歲以上的少訊會員分享他們的經驗及帶領團員，進一步提升少訊的可持續發展，達致薪火相傳。
此計劃以類似警察機動部隊之編制而組織其結構，每一個區可組成1至2個小隊。每個小隊再由3/4個縱隊組成，每個縱隊有8或更多個少訊會員，隊員來自中學，所以每個小隊約有30人（少訊會員）參加。並由數名警務人員（警察義工）在工餘時間聯合管理。少訊領袖團組織架構以學校為本，由小隊指揮官（PlnCdr）進行訓練活動（基本課程/社區活動/特別課程），團隊在出席活動時，穿著統一的制服，對外會給人一種整齊及有紀律的感覺，隊員亦因穿著制服而建立一種團隊的認同感及個人的自豪感。

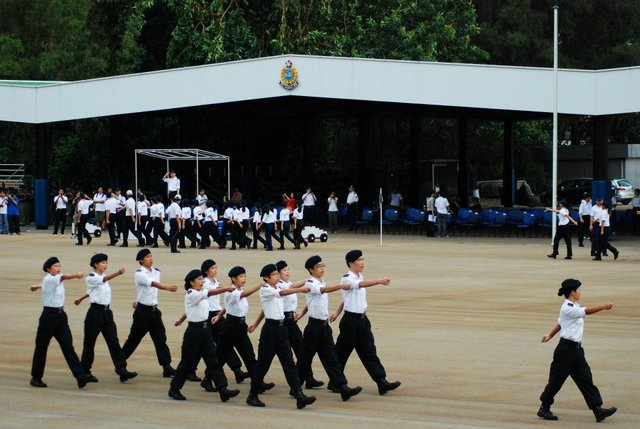
少年警訊領袖團於警察學院內之結業步操
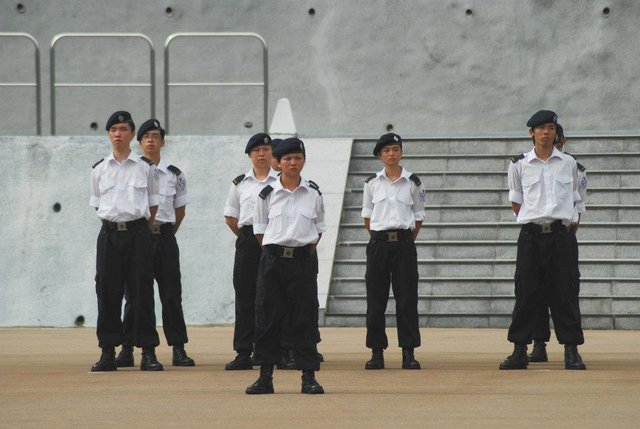
少年警訊領袖團

## OLE 及JUPAS

### 新高中課程 - 其他學習經歷（OLE）
根據三三四高中教育改革新高中課程指引，「其他學習經歷」是3個組成部分之一，與核心及選修科目（包括應用學習課程）相輔相成，讓學生達至全人發展。在基礎教育（小一至中三）的五種基要學習經歷所建立的基礎上，學校會為學生提供多種不同的「其他學習經歷」機會，鼓勵他們參與5個範疇的「其他學習經歷」，包括德育及公民教育、社會服務、與工作有關的經驗、藝術發展和體育發展。
自2009年1月起，少年警訊部分課程已列入教育局的課程資料庫內，供各中學選取作為其新高中學制下其他學習經歷的學習時數。因此，少訊課程在社會上的認受性更向前邁進了一大步，為青少年的全人教育獻出一分力。

### 大學聯合招生系統（JUPAS）
在2009年9月開始，少年警訊的傑出深資領袖、少訊支會主席、深資領袖或少訊活動得獎者的表現，都獲大學聯合招生辦事處認可。上述的少年警訊會員均可在大學聯合招生申請表上的個人成就上填報，其資格會被大學各部門在收生時列作考慮因素之一。

## 少年警訊刊物

### 少年警訊月刊
少年警訊月刊於1978年創刊，初期發行量只有30,000份，現增至56,000份，免費派予會員、學校及青少年機構等。月刊並由2000年4月起以全彩色印刷，內容多姿多采，除少訊信息、活動介紹、會員來稿外，更設有由滙豐銀行贊助的英文版以協助讀者提高英語水平。
為求精益求精，少訊月刊於1996年1月成立少訊月刊之友，定期檢討刊物內容及發展方向，務求更加迎合讀者需要。

### 少年警訊年報
每年周年大會派發，為每區介紹過去一年所辦之活動。

## 評價
2018年4月26日，中國官媒之一《人民日报》海外版刊出題為〈“少年警讯”中心首次举行公众开放日 香港少年体验精彩警察生活〉的文章，其中提到少年警訊「是对香港青少年进行法治教育和爱国主义教育的重要平台」。